# Asparagus curillus
Asparagus curillus är en sparrisväxtart som beskrevs av Buch.-ham. och William Roxburgh. Asparagus curillus ingår i släktet sparrisar, och familjen sparrisväxter. Inga underarter finns listade i Catalogue of Life.